# Bogdan Bartczak
Bogdan Bartczak (ur. 19 marca 1953, zm. w październiku 2010 w Wielkiej Brytanii) – polski pięcioboista nowoczesny, medalista mistrzostw Polski.

## Kariera sportowa
Był zawodnikiem CWKS Legia Warszawa. Trzykrotnie zdobywał medale na mistrzostwach Polski - dwukrotnie srebrny (1976, 1978), raz medal brązowy (1975).
Po zakończeniu kariery sportowej pracował m.in. jako kierowca. 30 października 2010 przyjechał do Wielkiej Brytanii z ładunkiem sprzętu rtv. Został tam napadnięty i pobity, dostał ataku serca, w wyniku czego zmarł. Napastnicy ostatecznie skazani zostali w 2012 na wieloletnie kary pozbawienia wolności.